# Münichreith-Laimbach
Münichreith-Laimbach é um município da Áustria localizado no distrito de Melk, no estado de Baixa Áustria.

## População
| Ano  | População | ±%     |
| ---- | --------- | ------ |
| 1869 | 1,478     | —      |
| 1880 | 1,556     | +5.3%  |
| 1890 | 1,539     | −1.1%  |
| 1900 | 1,538     | −0.1%  |
| 1910 | 1,497     | −2.7%  |
| 1923 | 1,487     | −0.7%  |
| 1934 | 1,553     | +4.4%  |
| 1939 | 1,522     | −2.0%  |
| 1951 | 1,470     | −3.4%  |
| 1961 | 1,511     | +2.8%  |
| 1971 | 1,680     | +11.2% |
| 1981 | 1,701     | +1.2%  |
| 1991 | 1,723     | +1.3%  |
| 2001 | 1,687     | −2.1%  |